# Josh Dylan
Josh Dylan (Londra, 19 gennaio 1994) è un attore britannico.

## Biografia
Josh Dylan è nato a Londra e ha studiato recitazione alla Guildhall School of Music and Drama nella sua città natale. Fece il suo debutto cinematografico nel 2016 con il film Allied - Un'ombra nascosta, in cui recitava accanto a Marion Cotilland e Brad Pitt, e nello stesso anno ha fatto anche il suo esordio sulle scene londinesi con il dramma Sheppey, per cui vinse l'Off West End Award al miglior attore non protagonista.
Nel 2018 ha recitato ancora sul grande schermo nei film Mamma Mia! Ci risiamo, in cui interpretava il personaggio di Stellan Skarsgård da giovane, e L'ospite. Il 2019 ha visto invece il debutto di Dylan sul piccolo schermo nella serie televisiva The End of the F***ing World, a cui è seguita la serie Noughts and Crosses nel 2020.

## Filmografia

### Cinema
- Allied - Un'ombra nascosta (Allied), regia di Robert Zemeckis (2016)
- Mamma Mia! Ci risiamo (Mamma Mia! Here We Go Again), regia di Ol Parker (2018)
- L'ospite (The Little Stranger), regia di Lenny Abrahamson (2018)

### Televisione
- The End of the F***ing World - serie TV, 16 episodi (2019)
- Noughts and Crosses - serie TV, 10 episodi (2020)
- The Buccaneers – serie TV, 8 episodi (2023)

## Teatro
- Sheppey, di William Somerset Maugham, regia di Paul Miller. Orange Tree Theatre di Londra (2016)

## Doppiatori italiani
- Federico Campaiola in Mamma Mia! Ci risiamo
- Renato Novara in The End of the F***ing World